# Дегенхардт, Йоханнес Йоахим
Йоханнес Йоахим Дегенхардт (нем. Johannes Joachim Degenhardt; 31 января 1926, Швельм, Веймарская республика — 25 июля 2002, Падерборн, Германия) — немецкий кардинал. Титулярный епископ Вико ди Пакато и вспомогательный епископ Падерборна с 12 марта 1968 по 4 апреля 1974. Архиепископ Падерборна с 4 апреля 1974 по 25 июля 2002. Кардинал-священник с титулом церкви Сан-Либорио с 21 февраля 2001.

## Награды
- Орден «За заслуги перед Федеративной Республикой Германия»[1]
  - Великий офицер ордена (1993 года)[1]
  - Офицер ордена (1982 год)[1]
- Гессенский орден «За заслуги» (2001 год)[1]
- Кавалер ордена «За заслуги» (Франция, 1997 год)[1]